# Dimosthenis Tampakos
Dimosthenis Tampakos (in greco Δημοσθένης Ταμπάκος?; Salonicco, 12 novembre 1976) è un ex ginnasta greco.

## Palmarès
Olimpiadi
- 2 medaglie:
  - 1 oro (anelli a Atene 2004)
  - 1 argento (anelli a Sydney 2000)

Mondiali
- 2 medaglie:
  - 1 oro (anelli a Anaheim 2003)
  - 1 bronzo (anelli a Tientsin 1999)